# Mohamed Bangura (football)
Mohamed Bangura est un footballeur sierra-léonais, né le 27 juillet 1989 à Kambia en Sierra Leone. Il évolue comme attaquant.

## Biographie

### Kallon FC
Mohamed Bangura a commencé sa jeune carrière au  Kallon FC, club dans lequel il devint très  rapidement un élément indispensable. Début 2010, il honore sa première sélection face au Sénégal.
Il sera remarqué lors du tournoi de jeunes Viareggio Cup 2010 où il inscrira deux buts contre Napoli SC et AC Parma.

### IFK Värnamo
Le 19 mars 2010, il signe dans le club suédois entraîné par Jonas Thern.

## Palmarès
Kallon FC
- Champion de Sierra Leone (1) : 2006
- Vainqueur de la Coupe de Sierra Leone (1) : 2007

 Celtic FC
- Vainqueur du Championnat d'Écosse : 2012